# Эдвардс, Дункан
Ду́нкан Э́двардс (англ. Duncan Edwards; 1 октября 1936, Дадли, Англия — 21 февраля 1958, Мюнхен, ФРГ) — английский футболист, выступавший за «Манчестер Юнайтед» и сборную Англии. Он был одним из «Малышей Басби», молодой команды, созданной Мэттом Басби в середине 1950-х. Эдвардс — один из восьми футболистов, погибших в результате Мюнхенской авиакатастрофы.
Дункан родился в Дадли. В возрасте 16 лет он начал играть за «Манчестер Юнайтед», став самым молодым игроком Первого дивизиона Футбольной лиги и самым юным игроком Англии после Второй мировой войны. За его пятилетнюю профессиональную карьеру он помог «Юнайтед» выиграть два чемпионских титула Первого дивизиона и дойти до полуфинала Кубка европейских чемпионов. Он выжил во время авиакатастрофы в Мюнхене в феврале 1958 года, но умер спустя 15 дней из-за тяжёлых ранений.

## Биография

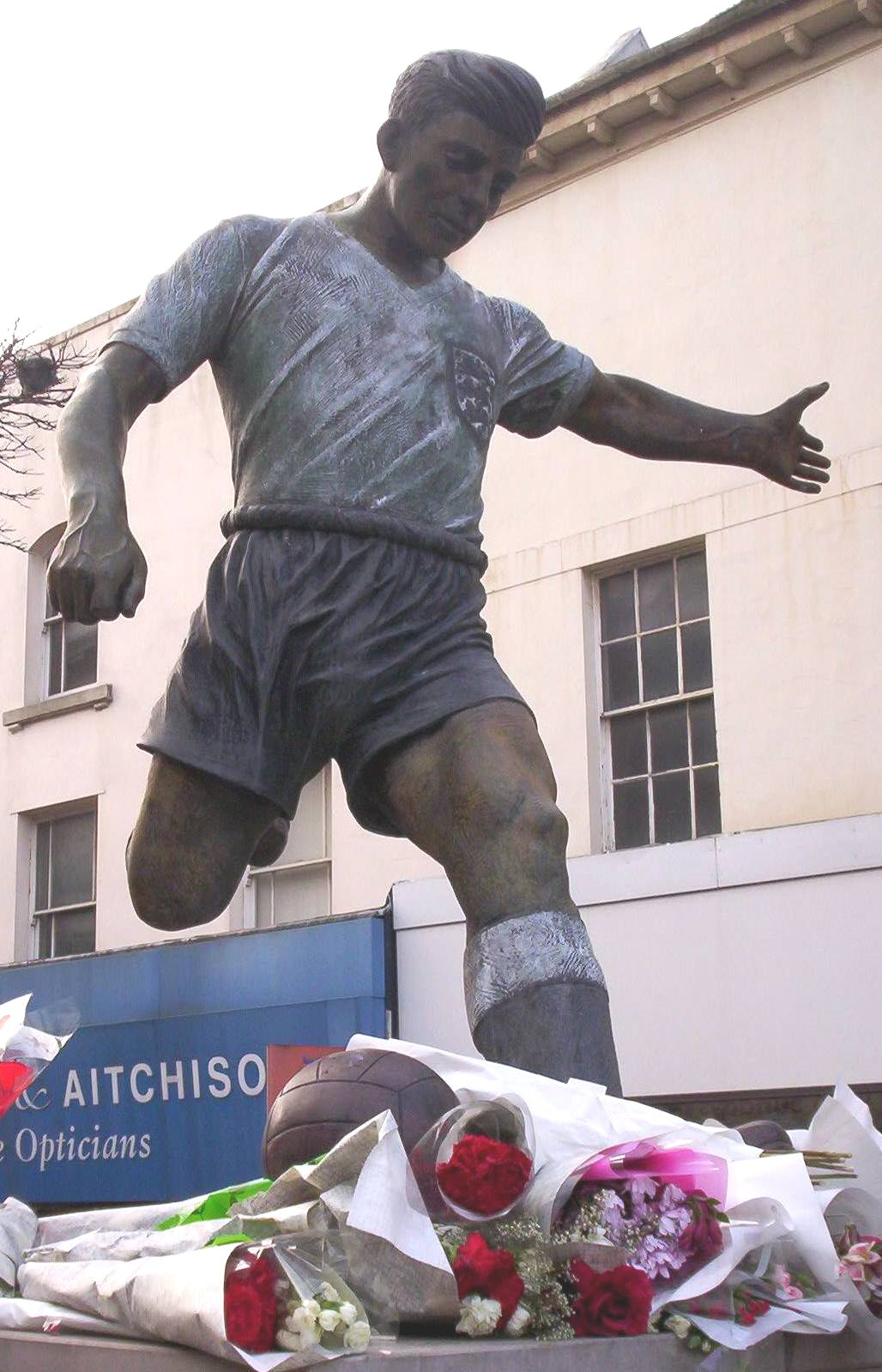
Памятник Дункану Эдвардсу в центре его родного города Дадли

### Ранние годы
Эдвардс родился 1 октября 1936 года в английском городе Дадли. Он был первенцем в семье Гледстоуна и Сары Энн Эдвардс и их единственным ребёнком, дожившим до совершеннолетия, так как младшая сестра Дункана Кэрол Энн умерла в 1947 году в возрасте 14 недель.
Эдвардса выбрали в сборную английских школ, где он дебютировал в матче против такой же команды из Уэльса на стадионе «Уэмбли» 1 апреля 1950 года. Вскоре он был назначен капитаном команды и пробыл им два сезона. К этому времени на него уже обратили внимание профессиональные клубы. Скаут «Манчестер Юнайтед» Джек О’Брайан сообщил Мэтту Басби в 1948 году, что он «сегодня увидел 12-летнего школьника, который заслуживает просмотра. Его имя Дункан Эдвардс, он из Дадли».
Джо Мерсер, который в то время тренировал Сборную английских школ, уговаривал Басби подписать Эдвардса, на которого также претендовали «Вулверхэмптон Уондерерс» и «Астон Вилла». Эдвардс подписал контракт с «Юнайтед» как любитель 2 июня 1952 года. Но в некоторых докладах отмечается, что это произошло на его 17-й день рождения в октябре 1953 года, другие источники утверждают, что он подписал контракт годом ранее.

Подпись Дункана Эдвардса

### «Манчестер Юнайтед»
Эдвардс начал карьеру в молодёжной команде «Манчестер Юнайтед» и несколько раз вышел на поле. В 1953 году команда с Эдвардсом выиграла первый розыгрыш Молодёжного кубка Англии, но к тому времени он уже дебютировал в первой команде. 4 апреля 1953 года он сыграл в матче Первого дивизиона Футбольной лиги против «Кардифф Сити», который «Юнайтед» проиграл 1:4. Он вышел на этот матч в возрасте 16-ти лет и 185 дней, став таким образом самым молодым игроком, который играл в высшем дивизионе. Команда Басби в то время состояла из возрастных футболистов, в связи с чем Басби стремился поставить молодых игроков в основной состав. Эдвардс с Деннисом Вайоллетом и Джеки Бланчфлауэром были среди молодых талантов, введённых в основной состав в 1953 году, они были известны как «Малыши Басби». Газета The Guardian так прокомментировала дебют Эдвардса в первой команде: «он показал, что неплохо бьёт по мячу и играет в пас, но он должен прибавить в скорости, так как он вингер».
В сезоне 1953/54 Эдвардс закрепился в первой команде «Юнайтед». Он произвёл хорошее впечатление в товарищеском матче против «Килмарнока». 31 октября 1953 года он заменил травмированного Генри Коберна в выездном матче против клуба «Хаддерсфилд Таун», он выходил на поле за «Юнайтед» в 24 матчах чемпионата, а также в матче Кубка Англии против «Бернли».
В мае 1955 года Эдвардс был вызван в сборную Англии, которая отправилась в тур по континентальной Европе и сыграла матчи против Франции, Португалии и Испании. В сезоне 1955/56, несмотря на почти двухмесячное отсутствие на поле из-за гриппа, Эдвардс сыграл 33 матча за «Юнайтед» и выиграл чемпионат Футбольной лиги. В следующем сезоне он сыграл 34 матча в лиге, тем самым достигнув отметки в 100 игр за клуб, а «Юнайтед» выиграл второй титул лиги подряд.
Эдвардс начал сезон 1957/58 в хорошей форме, и ходили слухи, что итальянские топ-клубы готовы подписать с ним контракт. Его последний матч в чемпионате состоялся 1 февраля 1958 года, где он открыл счёт в игре, чем помог «Юнайтед» победить «Арсенал» 5:4. Пять дней спустя он сыграл последний матч в своей жизни против клуба «Црвена Звезда» в четвертьфинале Кубка европейских чемпионов.

## Гибель

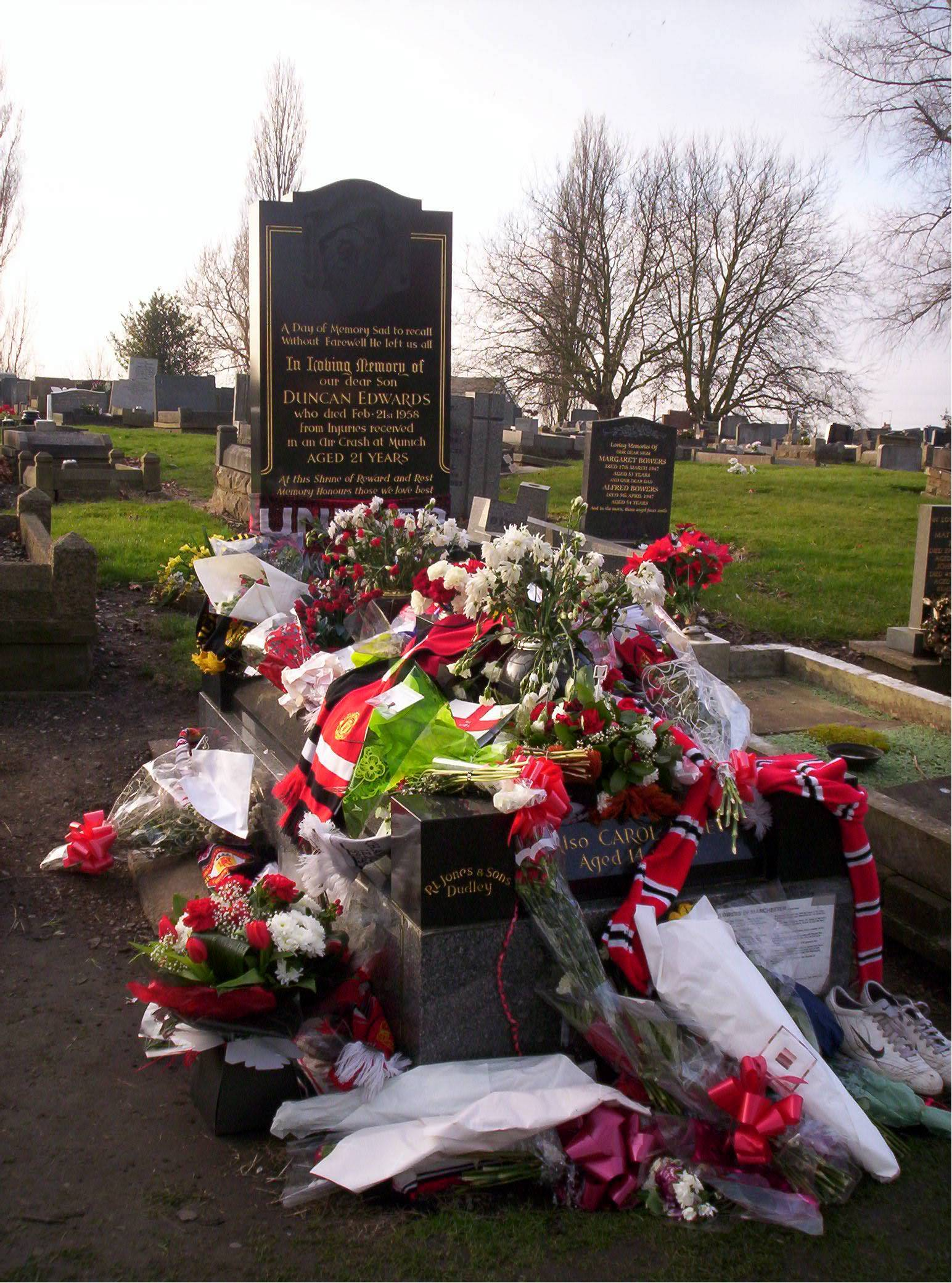
Эдвардс был похоронен на кладбище в Дадли, его могила до сих пор привлекает множество поклонников

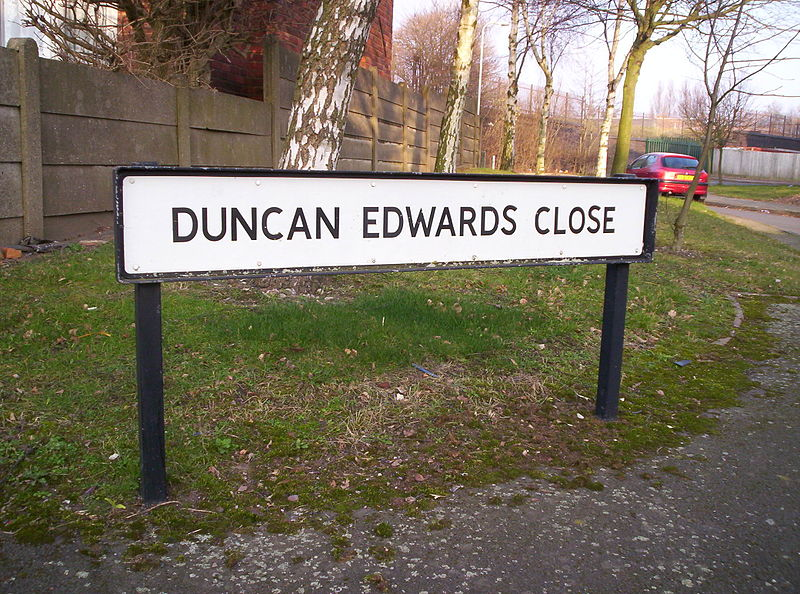
Улица в Дадли, названная в честь Эдвардса

На обратном рейсе из Белграда самолёт, на котором летела команда «Юнайтед», разбился при взлёте после дозаправки в Мюнхене. Семь игроков «Манчестера» и 14 остальных пассажиров погибли мгновенно на месте происшествия, Эдвардс был доставлен в больницу с многочисленными переломами ног, переломами ребер и повреждёнными почками. Лечащие врачи были уверены, что он имел шанс на выздоровление, но сомневались, сможет ли он когда-то снова играть в футбол.
Эдвардс умер в 2:15 по местному времени 21 февраля 1958 года. За несколько часов до его смерти был опубликован новый выпуск журнала «Charles Buchan’s Football Monthly», с фотографией улыбающегося Эдвардса на обложке.
Эдвардс был похоронен на кладбище Дадли пять дней спустя, рядом со своей сестрой Кэрол Энн. Более 5000 человек собрались на улицах Дадли в день его похорон. Его могилу регулярно посещают болельщики «Юнайтед».

## Наследие
Память Эдвардса увековечена в ряде мест в его родном городе Дадли. В 1961 году по инициативе тренера Мэтта Басби в церкви Святого Франциска, приходской церкви района Приори, был поставлен витраж, изображающий игрока, разработанный Фрэнсисом Скитом. В 1999 году в центре города была поставлена статуя Эдвардса, отлитая на средства его матери и Бобби Чарльтона. В 1993 году тупик в переулке рядом с кладбищем, на котором он похоронен, был назван в честь Дункана Эдвардса. Паб «Гнездо Рена», рядом с местом, где он вырос, был переименован в «Дункан Эдвардс» в 2001 году, но в течение пяти лет он закрылся, а затем сгорел. В 2006 году в парке Приори, где Эдвардс часто играл в детстве в память о нём был открыт игровой комплекс стоимостью £ 100000. В 2008 году южный объезд Дадли был переименован в дорогу Дункана Эдвардса. В Музее и художественной галерее Дадли есть выставка памятных вещей, связанных с карьерой Эдвардса, в том числе его матчам за сборную. В Манчестере есть жилой комплекс под названием Дункана Эдвардс Коурт, есть целая сеть улиц, названная в честь его коллег, жертв Мюнхенской трагедии, в том числе Эдди Колмана, Роджера Бирна и Томми Тейлора. 8 июля 2011 года на доме в Стрэтфорде, где жил Эдвардс, по инициативе Бобби Чарльтона была открыта мемориальная табличка.
В 1996 году Эдвардс был одним из пяти игроков, избранных для изображения на британских марках, выпущенных в рамках серии «Футбольные Легенды», изданной в честь турнира Евро 1996. В 2011 году на основе событий мюнхенской катастрофы был снят фильм «Юнайтед», в котором Дункана сыграл Сэм Клафлин. .
Современники Эдвардса не скупились на похвалу его способностей. Бобби Чарльтон описал его смерть как «крупнейшую трагедию, когда-либо случавшуюся с „Манчестер Юнайтед“ и английским футболом». Английский тренер Терри Венейблс заявил, что, если бы он жил, именно Эдвардс, а не Бобби Мур, поднял бы трофей Кубка мира как капитан Англии в 1966 году. Шотландский тренер Томми Дохерти заявил: «У меня нет никаких сомнений, что Дункан стал бы величайшим игроком в истории. И не только в британском футболе, с „Юнайтед“ и Англией, а лучшим в мире. Джордж Бест был чем-то особенным, также как Пеле и Марадона, но, на мой взгляд, Дункан был намного лучше с точки зрения всесторонних способностей и мастерства». В знак признания его талантов Эдвардс стал первым членом Зала славы английского футбола в 2002 году.

## Стиль игры
Хотя его в основном помнят опорным полузащитником, Эдвардс мог играть практически на любой позиции: центрального полузащитника, центрального нападающего, инсайда или даже защитника. Его универсальность была таковой, что в одном случае он начинал матч как нападающий вместо одного травмированного игрока, прежде чем перейти в центр обороны вместо другого. Он обладал физической мощью, атлетизмом, прекрасным владением мяча обеими ногами, мощнейшим ударом, а особенно он был известен своим высоким уровнем выносливости. Стэнли Мэтьюз назвал его «скалой в бушующем море». Его телосложение принесло ему прозвища «Большой Данк» и «Танк», он занимает первое место в рейтинге самых жестких игроков всех времен по версии The Times.

Физически, он был огромен. Он был сильным и имел фантастический футбольный мозг. Он был единственным игроком, рядом с которым я чувствовал себя ничтожным.— Бобби Чарльтон

## Статистика выступлений

### Клубная карьера
| Клуб              | Сезон            | Лига | Лига | Кубок Англии | Кубок Англии | Кубок чемпионов | Кубок чемпионов | Суперкубок Англии | Суперкубок Англии | Итого | Итого |
| Клуб              | Сезон            | Игры | Голы | Игры         | Голы         | Игры            | Голы            | Игры              | Голы              | Игры  | Голы  |
| ----------------- | ---------------- | ---- | ---- | ------------ | ------------ | --------------- | --------------- | ----------------- | ----------------- | ----- | ----- |
| Манчестер Юнайтед | 1952/53          | 1    | 0    | 0            | 0            | -               | -               | 0                 | 0                 | 1     | 0     |
| Манчестер Юнайтед | 1953/54          | 24   | 0    | 1            | 0            | -               | -               | 0                 | 0                 | 25    | 0     |
| Манчестер Юнайтед | 1954/55          | 33   | 6    | 3            | 0            | -               | -               | 0                 | 0                 | 36    | 6     |
| Манчестер Юнайтед | 1955/56          | 33   | 3    | 0            | 0            | -               | -               | 0                 | 0                 | 33    | 3     |
| Манчестер Юнайтед | 1956/57          | 34   | 5    | 6            | 1            | 7               | 0               | 1                 | 0                 | 48    | 6     |
| Манчестер Юнайтед | 1957/58          | 26   | 6    | 2            | 0            | 5               | 0               | 1                 | 0                 | 34    | 6     |
| Всего за карьеру  | Всего за карьеру | 151  | 20   | 12           | 1            | 12              | 0               | 2                 | 0                 | 177   | 21    |

### Выступления за сборную
| Сборная | Сезон   | Матчи | Голы |
| ------- | ------- | ----- | ---- |
| Англия  | 1954/55 | 4     | 0    |
| Англия  | 1955/56 | 5     | 1    |
| Англия  | 1956/57 | 6     | 3    |
| Англия  | 1957/58 | 3     | 1    |
| Итого   | Итого   | 18    | 5    |

| Голы Дункана Эдвардса за сборную Англии | Голы Дункана Эдвардса за сборную Англии | Голы Дункана Эдвардса за сборную Англии | Голы Дункана Эдвардса за сборную Англии | Голы Дункана Эдвардса за сборную Англии | Голы Дункана Эдвардса за сборную Англии     |
| --------------------------------------- | --------------------------------------- | --------------------------------------- | --------------------------------------- | --------------------------------------- | ------------------------------------------- |
| №                                       | Дата                                    | Соперник                                | Счёт                                    | Голы Эдвардса                           | Соревнование                                |
| 1                                       | 26 мая 1956                             | ФРГ                                     | 3:1                                     | 1                                       | Товарищеский матч                           |
| 2                                       | 5 декабря 1956                          | Дания                                   | 5:2                                     | 2                                       | Отборочные матчи ЧМ-1958                    |
| 3                                       | 6 апреля 1957                           | Шотландия                               | 2:1                                     | 1                                       | Домашний чемпионат Великобритании 1956/1957 |
| 4                                       | 6 ноября 1957                           | Северная Ирландия                       | 2:3                                     | 1                                       | Домашний чемпионат Великобритании 1957/1958 |

## Личная жизнь
Эдвардс был трезвенником и вне футбола занимался рыбалкой, играл в карты, посещал кинотеатры. Известен случай, когда он был оштрафован на 5 шиллингов дорожной полицией, когда ехал домой после игры на мотоцикле с выключенными фарами.
На момент смерти Эдвардс проживал в съёмной квартире на Горс-авеню в Стретфорде. Он был помолвлен с Молли Лич, которая была старше его. Пара познакомилась в отеле возле аэропорта Манчестера.